# Extremo

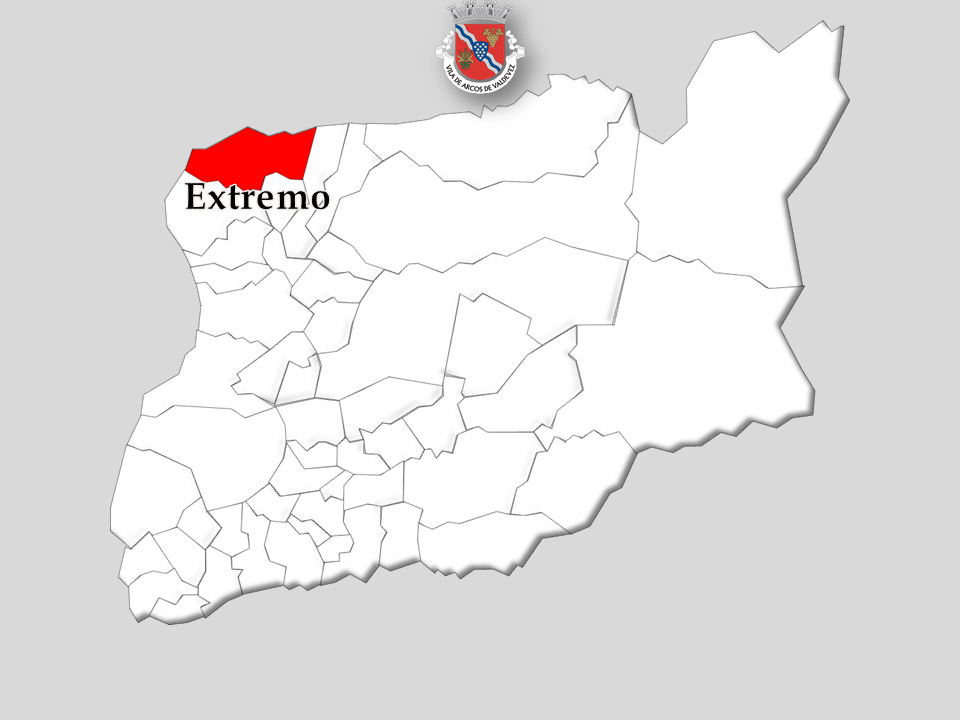
Localização no Município de Arcos de Valdevez

Extremo é uma povoação portuguesa do Município de Arcos de Valdevez que foi sede da extinta Freguesia de Extremo, freguesia que tinha 4,29 km² de área e 160 habitantes (2011), e, por isso,uma densidade populacional de 37,3 hab/km².
A Freguesia de Extremo foi extinta em 2013, no âmbito de uma reforma administrativa nacional, tendo sido agregada à Freguesia de Portela, para formar uma nova freguesia denominada União das Freguesias de Portela e Extremo com sede em Portela.

## População
| População da freguesia de Extremo | População da freguesia de Extremo | População da freguesia de Extremo | População da freguesia de Extremo | População da freguesia de Extremo | População da freguesia de Extremo | População da freguesia de Extremo | População da freguesia de Extremo | População da freguesia de Extremo | População da freguesia de Extremo | População da freguesia de Extremo | População da freguesia de Extremo | População da freguesia de Extremo | População da freguesia de Extremo | População da freguesia de Extremo |
| --------------------------------- | --------------------------------- | --------------------------------- | --------------------------------- | --------------------------------- | --------------------------------- | --------------------------------- | --------------------------------- | --------------------------------- | --------------------------------- | --------------------------------- | --------------------------------- | --------------------------------- | --------------------------------- | --------------------------------- |
| 1864                              | 1878                              | 1890                              | 1900                              | 1911                              | 1920                              | 1930                              | 1940                              | 1950                              | 1960                              | 1970                              | 1981                              | 1991                              | 2001                              | 2011                              |
| 252                               | 240                               | 273                               | 270                               | 276                               | 286                               | 299                               | 340                               | 350                               | 324                               | 314                               | 276                               | 202                               | 157                               | 160                               |

| Distribuição da População por Grupos Etários | Distribuição da População por Grupos Etários | Distribuição da População por Grupos Etários | Distribuição da População por Grupos Etários | Distribuição da População por Grupos Etários | Distribuição da População por Grupos Etários | Distribuição da População por Grupos Etários | Distribuição da População por Grupos Etários | Distribuição da População por Grupos Etários | Distribuição da População por Grupos Etários |
| -------------------------------------------- | -------------------------------------------- | -------------------------------------------- | -------------------------------------------- | -------------------------------------------- | -------------------------------------------- | -------------------------------------------- | -------------------------------------------- | -------------------------------------------- | -------------------------------------------- |
| Ano                                          | 0-14 Anos                                    | 15-24 Anos                                   | 25-64 Anos                                   | > 65 Anos                                    |                                              | 0-14 Anos                                    | 15-24 Anos                                   | 25-64 Anos                                   | > 65 Anos                                    |
| 2001                                         | 14                                           | 15                                           | 70                                           | 58                                           |                                              | 8,9%                                         | 9,6%                                         | 44,6%                                        | 36,9%                                        |
| 2011                                         | 16                                           | 13                                           | 82                                           | 49                                           |                                              | 10,0%                                        | 8,1%                                         | 51,3%                                        | 30,6%                                        |

Média do País no censo de 2001:  0/14 Anos-16,0%; 15/24 Anos-14,3%; 25/64 Anos-53,4%; 65 e mais Anos-16,4%

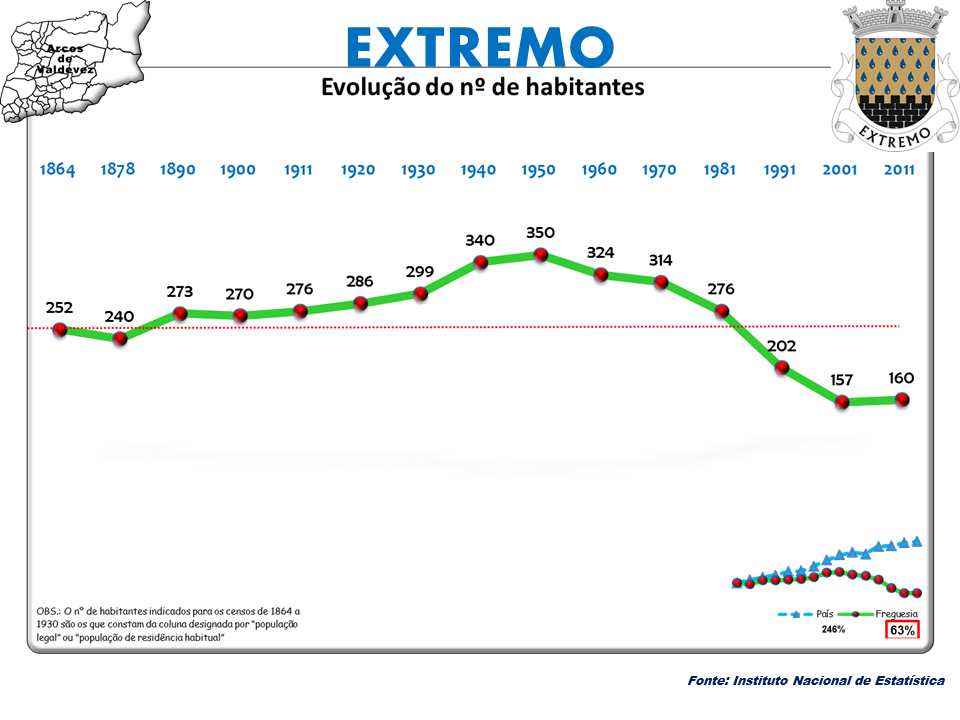
Evolução da População 1864 / 2011

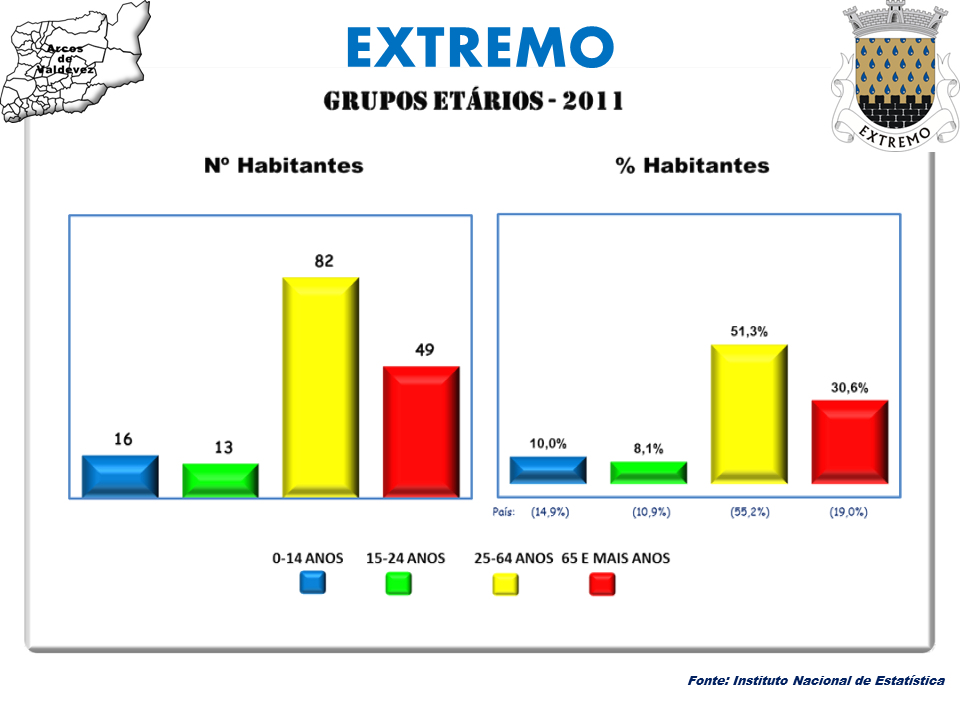
Evolução da População 1864 / 2011

Média do País no censo de 2011:   0/14 Anos-14,9%; 15/24 Anos-10,9%; 25/64 Anos-55,2%; 65 e mais Anos-19,0%

## Património
- Forte de Bragandelo
- Forte da Pereira